# コステルマーノ
コステルマーノ・スル・ガルダ（伊: Costermano sul Garda）は、イタリア共和国ヴェネト州ヴェローナ県にある、人口約3,900人の基礎自治体（コムーネ）。

## 地理

### 位置・広がり

#### 隣接コムーネ
隣接するコムーネは以下の通り。
- アッフィ
- バルドリーノ
- カプリーノ・ヴェロネーゼ
- ガルダ
- リーヴォリ・ヴェロネーゼ
- サン・ゼーノ・ディ・モンターニャ
- トッリ・デル・ベーナコ

### 気候分類・地震分類
気候分類では、zona E, 2682 GGに分類される。
また、イタリアの地震リスク階級 (it) では、zona 2 (sismicità media) に分類される。

## 行政

### 分離集落
コステルマーノ・スル・ガルダには、以下の分離集落（フラツィオーネ）がある。
- Albarè, Castion Veronese, Marciaga, Gazzoli

## 姉妹都市
- オーベルンドルフ・アム・レヒ、ドイツ 1989年